# Лорд, Кара
Кара Лорд (род. 1988, Джорджтаун) — гайанская модель, которая была коронована в качестве Мисс Гайана 2011 и представляла свою страну на Мисс Вселенная 2011.

## Конкурсы
Лорд родом из Джорджтауна, была одной из девяти финалисток национального конкурса красоты «Мисс Гайана Вселенная 2011». Несмотря на технические трудности и дождь, она стала победительницей, получив возможность принять участие «Мисс Вселенная 2011».
В 2011 году Лорд входила в состав жюри конкурса Elite Model Look. Она также была приглашенной моделью во время Guyana Fashion Weekend 2011.
В 2012 году Лорд сказала, что для неё «большой честью было представлять Гайану на международной арене, и она очень рада передать свою корону, чтобы ещё одна красивая молодая женщина смогла получить те незабываемые впечатления, которые получила она».

## Образование
Лорд училась в средней школе Св. Иосифа и в Университете Вест-Индии, где изучала психологию.